# Coptopsylla barbarae
Coptopsylla barbarae är en loppart som beskrevs av Lewis 1973. Coptopsylla barbarae ingår i släktet Coptopsylla och familjen Coptopsyllidae. Inga underarter finns listade i Catalogue of Life.